# Wedderstedt

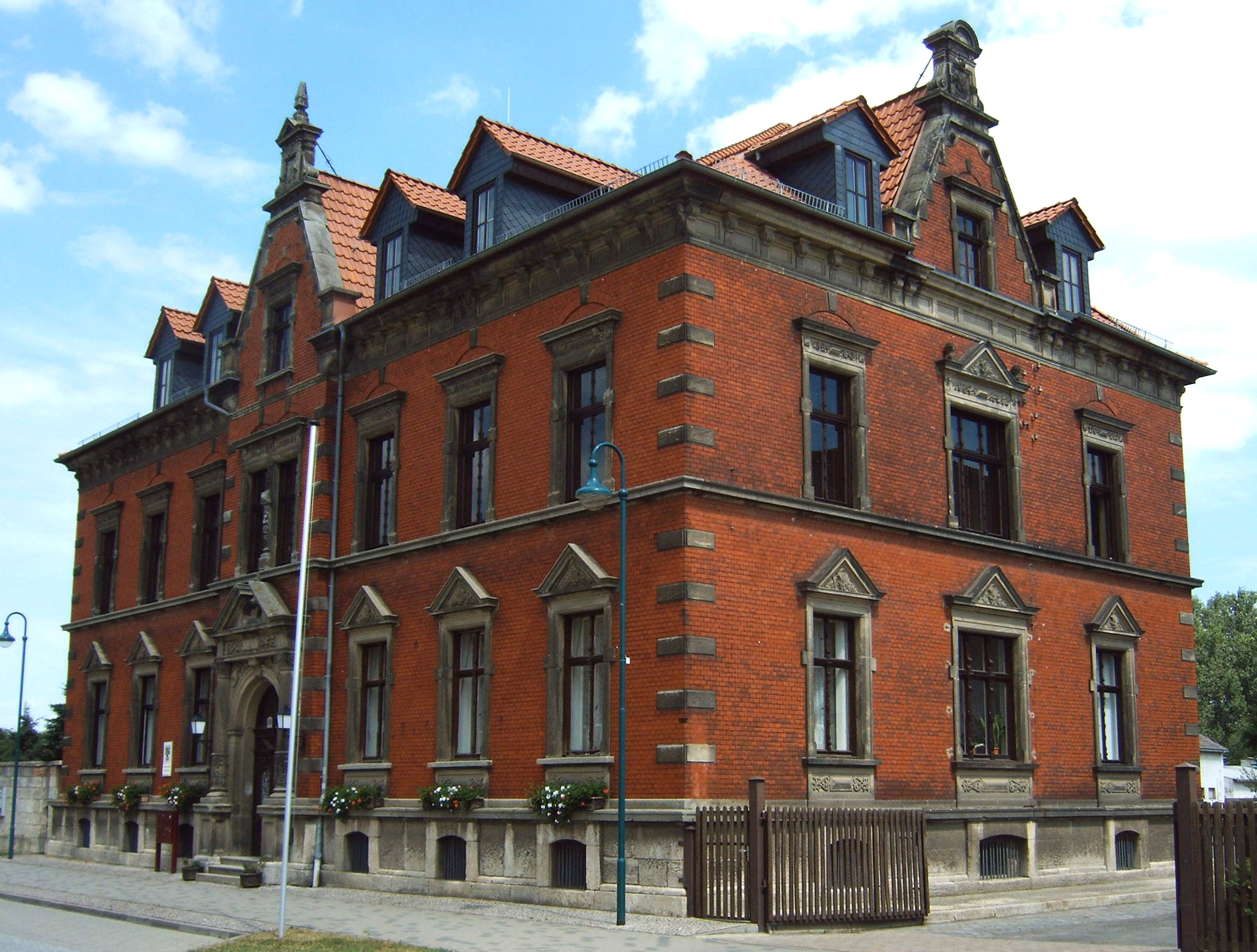
Gemeindeverwaltung

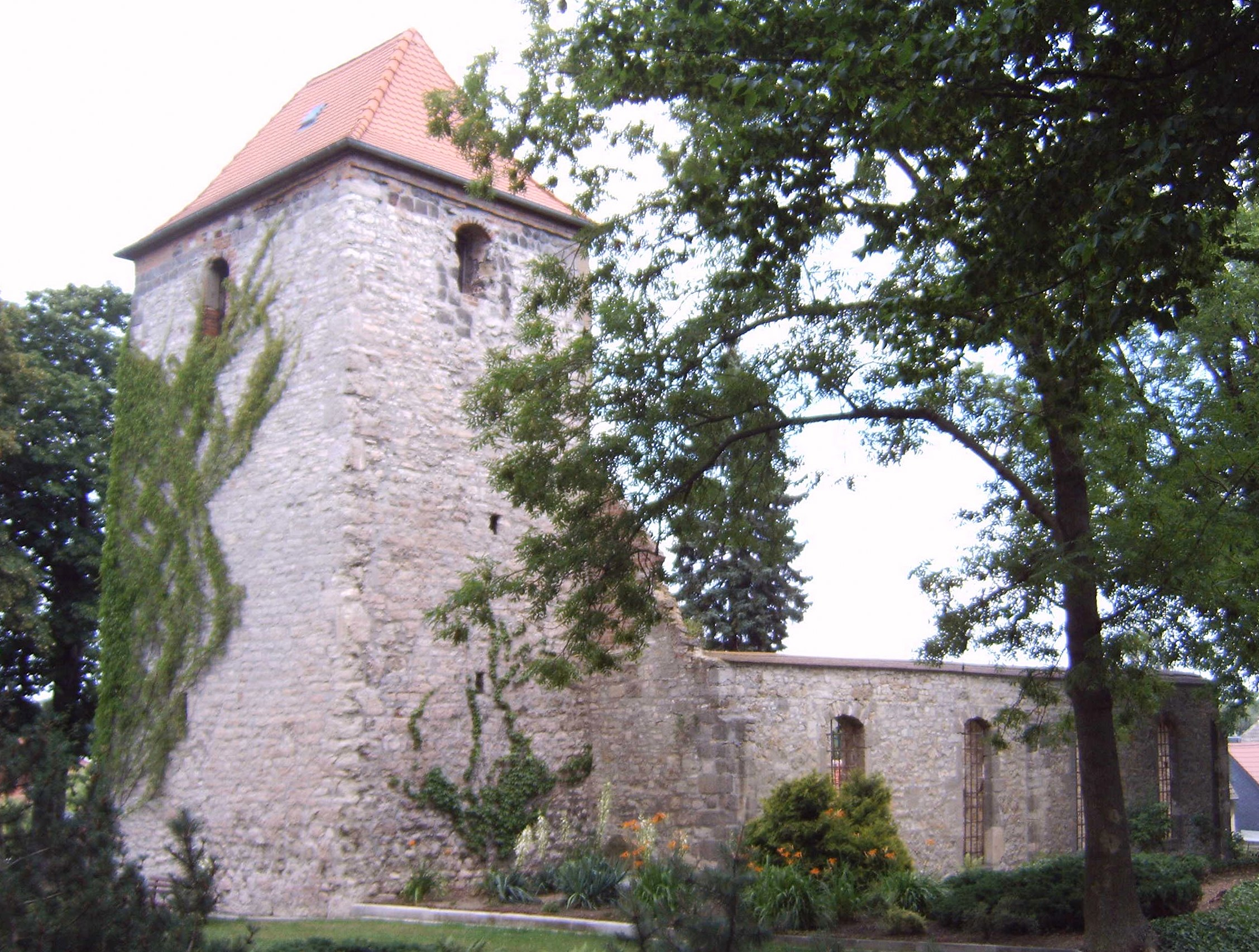
Ruine der Dorfkirche Wedderstedt

Wedderstedt ist ein Ortsteil der Gemeinde Selke-Aue im Landkreis Harz in Sachsen-Anhalt.

## Geografie
Wedderstedt liegt etwa 12 Kilometer nordöstlich der Kreisstadt Quedlinburg an der Bode.

## Geschichte
Am 1. Januar 2010 schlossen sich die bis dahin selbstständigen Gemeinden Wedderstedt und Hausneindorf zur neuen Gemeinde Selke-Aue zusammen. Gleichzeitig wurde die Gemeinde Heteborn nach Selke-Aue eingemeindet.

## Wappen und Flagge
Das Wappen wurde am 26. März 2003 durch das Regierungspräsidium Magdeburg genehmigt.
Blasonierung: „In Silber auf einem blauen, mit einer goldenen Fibel belegten Hügel ein blauer, schwarz gefugter, breitbedachter Turm, im oberen Teil belegt mit einer silbernen Rose mit schwarzen Kelchblättern, der ein rotes, mit silbernem Kreuz belegtes Herz aufliegt.“
Die Farben des Ortsteils sind Blau-Weiß.
Die Anfänge der Gemeinde, ehemals als „lüttken wederstede“ erwähnt, fallen wahrscheinlich in die Zeit des Eindringens der Cherusker in das Harzvorland. Aus einem 1996 im Bereich Hosikenberg (Kiesgrube) geborgenen Körpergrab einer erwachsenen Frau aus dem 4. Jh. n. Chr., wurde neben mehreren anderen Beigaben auch einige Gewandschließen (Fibeln) geborgen. Eine dieser kunstvoll gearbeiteten Stücke fand als Wappenbild im Schildfuß des Gemeindewappens Berücksichtigung. Hauptsymbol ist der stilisierte Turm der heute noch existierenden Kirchenruine. Wedderstedt war eines der Dörfer, dessen Bewohner sich begeistert zur Lehre Martin Luthers bekannten. Wie im Kirchenbuch nachgewiesen, war ein damaliger Einwohner des Ortes namens Westphal ein Zeitgenosse des Reformators und studierte in der Lutherstadt Wittenberg. Mit der Wiedergabe der Lutherrose soll auf diese historisch bedeutsame Begebenheit hingewiesen werden.
Das Wappen wurde von Karl-Heinz Fritze gestaltet.
Die Flagge ist Weiß – Blau – Weiß (1:2,5:1) gestreift und mit dem mittig aufgelegten Wappen der Gemeinde belegt.

## Verkehr
Wedderstedt liegt nördlich der Bundesautobahn 36, die zwischen Wernigerode und Aschersleben verläuft.
Als öffentliches Verkehrsmittel steht die Buslinie 235 der Harzer Verkehrsbetriebe zur Verfügung, der Quedlinburg mit Gatersleben verbindet und drei Haltestellen im Ort bedient.

## Bauwerke
Die aus dem Mittelalter stammende Dorfkirche Wedderstedt ist nur als Ruine erhalten. Bemerkenswert ist auch das direkt an der Hauptstraße befindliche Herrenhaus Wedderstedt von 1893, welches heute als Gemeindeverwaltung genutzt wird und der in der Ortsmitte befindliche Dorfkrug.

## Persönlichkeiten
In Wedderstedt geboren wurden:
- Hermann von Stein (1854–1927), preußischer Kriegsminister und General der Artillerie
- Paul Körner-Schrader (1900–1962), deutscher Schriftsteller

Auf andere Weise mit Wedderstedt verbunden ist:
- Lise Gast (1908–1988), deutsche Kinder- und Jugendbuchautorin. Sie arbeitete von 1945 bis 1948 als Tagelöhnerin in Wedderstedt.